# Сельский округ Акмол
Се́льский окру́г Акмо́л (каз. Ақмол ауылдық округі) — административная единица в составе Целиноградского района Акмолинской области Республики Казахстан.
Административный центр — село Акмол.

## География
На территории сельского округа расположены 2 населённых пункта.
Площадь территории составляет — 256,86 км² (3,29%). Из них населённых пунктов занимают — 1,39 км² (0,54%). Сельхозугодий — 255,47 км² (99,46%).
Админинистративно-территориальное образование расположено в центральной части района, граничит:
- на севере с Нуресильским сельским округом,
- на востоке с Караоткельским сельским округом,
- на юге с Шалкарским сельским округом,
- на юго-западе с Оразакским сельским округом,
- на западе с Жанаесильским сельским округом.

Сельский округ расположен на казахском мелкосопочнике. Рельеф местности в основном представляет собой сплошную равнину с незначительными перепадами высот; средняя высота округа — около 340 метров над уровнем моря. 
Гидрографическая сеть округа представлена озером Жаланаш и болотом Коскопа. С юго-восточной части протекает река Нура — образующая южные границы округа. 
Климат холодно-умеренный, с хорошей влажностью. Среднегодовая температура воздуха отрицательная и составляет около -4,3°С. Среднемесячная температура воздуха в июле достигает +20,4°С. Среднемесячная температура января составляет около -14,0°С. Среднегодовое количество осадков составляет около 390 мм. Основная часть осадков выпадает в период с июня по июль.
Через территорию сельского округа с востока на запад проходит около 15 километров автодороги республиканского значения — Р-2 «Нур-Султан – Коргалжын» (с подъездом к Коргалжынскому заповеднику).

## История
В 1989 году существовал как — Малиновский сельсовет (сёла Малиновка, Родионовка).
В периоде 1991 — 1998 годов, Малиновский сельсовет был переименован и преобразован в сельский округ Акмол.
В 1998 году село Родионовка было переименовано в село Отемис.
В 2007 году село Малиновка было переименовано и в село Акмол.

## Население
| Численность населения | Численность населения | Численность населения |
| 1989                  | 1999                  | 2009                  |
| --------------------- | --------------------- | --------------------- |
| 5657                  | ↘5180                 | ↗6143                 |

## Состав
| № | Населённый пункт | Тип населённого пункта       | Население, 1989 | Население, 1999 | Население, 2009 |
| - | ---------------- | ---------------------------- | --------------- | --------------- | --------------- |
| 1 | Акмол            | село, административный центр | 5 286           | 4 835           | 5 711           |
| 2 | Отемис           | село                         | 371             | 345             | 432             |

## Экономика
Сельское хозяйство
Площадь сельхозугодий всего составляет — 15 583 га, из них: под сенокосом — 180 га; подпастбища — 160 га.
Всего по округу 96 дворов, имеющих личное подсобное хозяйство, из них в селе Акмол — 34 и в селе Отемис — 62. 
Согласно данным тетради учета домашних хозяйств (на начало 2021 года): 
- КРС — 334 голов,
- МРС — 720 голов,
- лошадей — 192 голов,
- свиней — 29 голов,
- птицы — 412 голов.

В сельском округе Акмол градообразующие предприятия являются — ТОО  «Шанырак»; ТОО «CAPITALPROJECTSLTD».
Предпринимательство
На территории села Акмол имеется:
- 1 КСК (который обслуживает 18 многоэтажных домов),
- 4 коммунальные службы,
- 2 КХ,
- 2 АЗС,
- 1 общественная баня,
- более 47 магазинов смешанных товаров.

## Инфраструктура
Образование
- СШ №5,
- д/с.

Здравоохранение
Имеется Целиноградская районная поликлиника на 120 посещений в смену. 
Водоснабжение
Общая протяженность водопроводной сети по сельскому округу Акмол составляет 74,6 км, из них: 
- с. Акмол — 66,4 км,
- с. Отемис — 8,2 км.

Количество  потребителей в селе Акмол — 2 502 абонента и в селе Отемис — 110 дворов.
Электроснабжение
Количество абонентов в округе составляет — 2 330 абонентов, стоимость за кВТ — 15,92 тенге. Количество РП —  1, КТП — 40 единиц. Общая протяженность — 20,9 км из них:
- V-0.4кВТ — 14740 м,
- W 10 кВТ — 3600 м,
- блочно-модульное здание РПК 2Т протяженностью трассы КЛ-10кВ — 2284,0 м,
- КЛ 0,4 кВ — 330,0 м.

В округе уличным освещением охвачено 26 улиц, из них 25 в селе Акмол и 1 в селе Отемис. Количество светильников 280.

## Местное самоуправление
Аппарат акима сельского округа Акмол — село Акмол, улица Гагарина, строение 2.
- Аким сельского округа — Дуйсекеев Жанат Толеуович.